# Mustt Mustt
Mustt Mustt is het eerste album als collaboratie tussen zanger Nusrat Fateh Ali Khan en producent Michael Brook. Het album werd in 1990 uitgebracht op het platenlabel van Peter Gabriel, Real World Records.
Het album bevat invloeden van muziek uit qawwali en world fusion.
Het nummer "Mustt Mustt" werd geremixt door het Britse duo Massive Attack en werd een clubhit in het Verenigd Koninkrijk. Het was tevens het eerste nummer dat in de hitlijsten kwam en werd gezongen in het Urdu.
Het album Mustt Mustt kwam op de 14e plek in de Billboard-hitlijsten van 1991.

## Nummers
Het album bevat de volgende nummers:
| Nr. | Titel                              | Producent          | Duur |
| --- | ---------------------------------- | ------------------ | ---- |
| 1.  | Mustt Mustt (Lost in His Work)     | Khan               | 5:15 |
| 2.  | Nothing Without You (Tery Bina)    | Khan               | 5:04 |
| 3.  | Tracery                            | Brook              | 4:48 |
| 4.  | The Game                           | Ahwal, Brook, Khan | 4:59 |
| 5.  | Taa Deem                           | Khan               | 4:47 |
| 6.  | Sea of Vapours                     | Brook              | 3:55 |
| 7.  | Fault Lines                        | Brook              | 4:13 |
| 8.  | Tana Dery Na                       | Brook, Khan        | 4:23 |
| 9.  | Shadow                             | Khan               | 3:04 |
| 10. | Avenue                             | Brook              | 4:51 |
| 11. | Mustt Mustt (Massive Attack remix) | Khan               | 4:24 |

## Medewerkers
- Nusrat Fateh Ali Khan - zang, harmonium
- Michael Brook - gitaar
- Darryl Johnson - basgitaar
- James Pinker - djembe
- David Bottrill - mixage